# Мадий
Мадий или Мадай (на старогръцки: Μάδιος, Madius, Madya) е цар на скитите от 653 пр.н.е. и цар на Мидия от 633 пр.н.е. – 625 пр.н.е. за 28 години.
Той е съюзник на асирийците, завладява от цар Фраорт и управлява Мидийската империя.